# Список персонажей телесериала «Близкие друзья»
Ниже представлен список персонажей американского телесериала «Близкие друзья», снятого компанией Showtime.

## Основные персонажи

### Брайан Кинни
- Исполнитель роли: Гейл Харольд
- В сериале: с 1 по 5 сезоны

В начале сериала Брайану Кинни (англ. Brian Kinney) 29 лет и у него довольно прибыльная должность в рекламном агентстве. Наглый, самоуверенный, ни к чему не привязанный, он живёт, заботясь только о себе. Его частная жизнь вращается почти исключительно вокруг секса, но всё изменяется, когда он знакомится с Джастином. Брайан встретил свою будущую подругу Линдси в Университете Пэнн Стэйт в начале 90-х годов, на курсе занятий под названием «Этика Феминистов»… Брайан попал туда, потому что экзамены по этому предмету были простыми, а Линдси записалась туда, так как хотела найти себе подружку. А вместо всех поставленных ими целей они подружились. Несмотря даже на то, что оба они были гомосексуалами, они вначале немного начали осознавать привлекательность друг друга, но у них ничего не вышло. Именно из-за их взаимоотношений Линдси выбрала Брайана отцом своего ребёнка — Гаса. На протяжении сериала Брайан становится владельцем собственного рекламного агентства «Киннетик» и ночного клуба «Вавилон» (позже взорванного из-за происходящей в нём вечеринки в поддержку гомосексуалов).

### Джастин Тейлор
- Исполнитель роли: Ренди Харрисон
- В сериале: с 1 по 5 сезоны

Джастину Тейлору (англ. Justin Taylor) на момент появления в сериале всего 17 лет, и он только начинает приобретать опыт. Он влюбляется в Брайана, но тот не отвечает ему взаимностью. Джастин также является талантливым художником и собирается учиться в школе искусств. После того, как его родители узнали, что он гей и то, что он влюблён в Брайана, отец Джастина приказывает ему оставить Брайана, угрожая выгнать его из дома. Джастин уходит из дома и селится дома у Дэбби в старой детской комнате Майкла. Но их отношения с Брайаном не стоят на месте, и через некоторое время Джастин уже живёт у него.
Чтобы завоевать Брайана, Джастин делает всё возможное, даже становится королём «Вавилона». И пройдя через многое он добивается своего. Вместе с Майклом издаёт комикс «Гнев» (англ. Rage). Однако в кульминационный момент сериала Джастин отказывается стать жизненным партнёром Брайана Кинни, так как считает, что Брайан не готов к таким отношениям и их брак долго не продержится. Брайан не сдаётся, и ему удается переубедить Джастина. Он покупает особняк в пригороде Питсбурга для них с Джастином, и тем самым даёт ему понять, что старое забыто и он хочет начать новую жизнь с ним с чистого листа в их общем доме, деля жизнь на двоих.
Но свадьба так и не состоялась, так как они оба поняли, что жертвуют слишком многим друг для друга. Джастин — карьерой художника в Нью-Йорке, а Брайан — свободной, ни от кого не зависящей жизнью. Они оба не готовы к таким жертвам друг от друга, поэтому практически в последний момент отменяют свадьбу. Решающей фразой было то, что для доказательства своей любви им не нужны кольца и клятвы. Джастин уезжает в Нью-Йорк, где его ждут выставки, признание и карьера модного молодого талантливого художника, однако обещая вернуться любовнику, а Брайан остается в Питтсбурге, восстанавливает «Вавилон», продолжая хранить обручальные кольца.

### Майкл Новотны
- Исполнитель роли: Хэл Спаркс
- В сериале: с 1 по 5 сезоны

Майкл Новотны (англ. Michael Novotny) впервые встретил Брайана в 1987 году, когда им обоим было по 14 лет. Они вместе ходили в школу. Первые два года они не особо дружили. Дружба между двумя подростками началась после того, как они летом вместе посмотрели фильм «Грязные танцы». Майкл пригласил Брайана послушать свои новые CD. И как только они оба признались друг другу, что мечтают встречаться с Патриком Суэйзи, они помастурбировали друг другу. Начиная с юности, Майкл тайно испытывает к нему любовное чувство. Ярый фанат комиксов, особенно «Капитан Астро». Предстаёт перед нами рядовым менеджером магазина «Big Q», но впоследствии исполняет своё мечту стать владельцем магазина комиксов. Начиная со второго сезона сериала, Майкл и Джастин начинают выпуск гей—комикса «Гнев» (англ. Rage), положив в основу главного героя образ Брайана. В конце сериала Майкл остается со своим мужем Беном и усыновленным ими подростком Хантером.

### Эмметт Ханикатт
- Исполнитель роли: Питер Пэйдж
- В сериале: с 1 по 5 сезоны

Эмметт Ханикатт (англ. Emmett Honeycutt), несомненно, самая жеманная личность, очень гордящийся своей гомосексуальностью. Первоначально Эмметт работает профессиональным дизайнером для манекенов в TORSO — магазине мужской одежды на Авеню Свободы (англ. Liberty Avenue). Он очень отзывчивый и хороший друг для всех, кого он знает. Эмметт познакомился с Тэдом и Майклом в местном супермаркете. Эмметт использовал арбузы в качестве барабанов во фруктовом отделе, как раз в то время, когда Майкл и Тэд проходили мимо. Увидев эту сцену, они просто не смогли удержаться от смеха. Случайно Майкл и Тэд внедрились в это маленькое шоу и прошли весь путь к кассе, танцуя. После этого случая образовалась четвёрка закадычных друзей — Майкл, Тед, Брайан и Эмметт. На примере персонажа Эмметта раскрываются наиболее важные темы сериала — такие, как СПИД, проблемы нравственности и прочие. Начиная с 3-го сезона, Эмметт находит своё призвание в работе — он становится организатором мероприятий.

### Тэд Шмидт
- Исполнитель роли: Скотт Лоуэлл
- В сериале: с 1 по 5 сезоны

Теодор «Тэд» Шмидт (англ. Theodore «Ted» Schmidt) работает бухгалтером. Из-за заниженной самооценки он не может найти себе постоянного парня, и очень комплексует по этому поводу. Кроме этого Тэду очень нравится Майкл, но об этом он ему никогда не скажет, чтобы не разрушить их дружбы. Раньше он встречался с парнем по имени Блэйк, который был наркоманом. Тэд начал было помогать ему очиститься, но затея оказалась бесполезной, и он его бросил. Тэд познакомился со своим лучшим другом Майклом несколько лет назад. Майклу тогда была нужна небольшая консультация по поводу налогов. Тэд сделал для Майкла всё возможное. С тех самых пор они стали друзьями. Значительным достижением Тэда стало то, что он сумел открыть собственный гей-порносайт, приносивший огромные доходы, но позже закрытый из-за обвинений в совращении малолетних. Также одним из событий становится приобретение Тэдом наркотической зависимости, от которой ему с трудом удаётся избавиться. Позже он устраивается бухгалтером в рекламное агентство Брайана, «Киннетик», и делает пластическую операцию, позволяющую вновь стать привлекательным среди геев.
В 9-м эпизоде пятого сезона, Брайан говорит, что Тэду должно исполниться 39 лет — сам Тэд пытался соврать насчёт своего возраста, на что Брайан ответил, что он знает, правду, ведь он — работодатель Тэда.

### Линдси Питерсон
- Исполнительница роли: Теа Гилл
- В сериале: с 1 по 5 сезоны

У Линдси Питерсон (англ. Lindsay Peterson) в этой жизни есть все — карьера, которую она любит, новорождённый сын и любимый человек — Мелани. Линдси преподает искусство в университете. Она человек, который всегда оценивает вещи объективно, несмотря на все стрессы. А особенно это её качество проявляется во время непрекращаемой вражды между Мелани и Брайаном. Линдси не всегда может открыться и рассказать о своих чувствах — именно поэтому она восхищается Брайаном из-за того, что тот всегда предельно честен и не боится показать свои чувства. Линдси встретила Мелани в Питтсбургском Гей-Лесби Центре в середине 90-х, во время выставки. Как раз тогда, когда Линдси была признана магистром изящных искусств, и ей очень понравилась картина, напомнившая ей работу Джуди Шикаго. Мелани понравилась та же самая картина. Делясь своими мыслями и чувствами по отношению к искусству, они обе начали осознавать, что восхищаются не только искусством, но и друг другом. У Линдси есть ребёнок — Гас, зачатый искусственно, за которым она ухаживает вместе со своей партнершей Мелани. Вместе с ней растит двух детей (от Брайана и Майкла). В заключительном сезоне они переезжают в Канаду.

### Мэлани Маркус
- Исполнительница роли: Мишель Клуни
- В сериале: с 1 по 5 сезоны

Мэлани Маркус (англ. Melanie Marcus) — очень настойчивая и жёсткая женщина, которая твердо знает, что хочет. Работает городским адвокатом, часто помогает отбиться от юридического преследования своим друзьям. Мелани поддерживает отношения с Линдси Петерсон почти 6 лет. От неё она научилась терпению. Вместе с Линдси она растит её сына от Брайана. Позже она приглашает Майкла Новотны исполнить роль биологического отца для своего ребёнка. На протяжении достаточно большого промежутка времени испытывает затруднения в отношениях с Линдси (причиной их ссоры становится гетеросексуальный контакт Линдси), но вскоре всё налаживается. Из-за угрозы расправы над гомосексуалами (например, взрыв в ночном клубе Брайана «Вавилон»), Мелани вместе со своей партнёршей Линдси и детьми покидает США и в поисках более безопасной жизни переселяется в Канаду.

### Дебби Новотны
- Исполнительница роли: Шэрон Глесс
- В сериале: с 1 по 5 сезоны

Дебби Новотны (англ. Debbie Novotny) — мать Майкла, очень любит его и гордится тем, что он гей. Яркая и горластая, с первого своего появления привлекает внимание, иногда даже слишком, но как только вы узнаете её лучше, она непременно вызовет симпатию. Дебби работает официанткой. Из родственников у неё остался в живых только брат, но он ВИЧ-инфицирован и живёт только потому, что новые лекарства продлевают ему жизнь. Ей пришлось воспитывать своего сына-гея одной. В сериале является яростной защитницей Майкла и других людей с нетрадиционной сексуальной ориентацией, также показывается как активный общественный деятель и борец за права гомосексуалов. После вынужденного ухода Джастина из дома, Дебби взяла на себя заботы по его содержанию. Также после долгих ухаживаний начинает жить в гражданском браке с полицейским Карлом Хорватом.

### Вик Грасси
- Исполнитель роли: Джек Уэзеролл
- В сериале: с 1 по 4 сезоны

Виктор «Вик» Грасси (англ. Victor «Vic» Grassi) — брат Дебби и дядя Майкла, болен ВИЧ-инфекцией на протяжении 4 лет. Живёт в доме сестры. Был арестован за неприличное поведение в туалете крупного магазина, однако все обвинения были с него сняты, когда стало понятно, что выдвинутые обвинения — провокация со стороны полицейского. Вик помогает Эмметту начать собственный бизнес, а потом встречает Родни, к которому позже переезжает, оставив дом сестры. Умирает в четвёртом сезоне в результате осложнений после сердечного приступа. На надгробном камне написано, что его среднее имя — Антонио (англ. Antonio), и что он родился в 1951 и умер в 2004 году.

### Бен Брукнер
- Исполнитель роли: Роберт Гант
- В сериале: со 2 по 5 сезоны

Бен Брукнер (англ. Ben Bruckner) становится первым посетителем магазина комиксов, который открыл Майкл. У них начинается роман, который Майкл решает прервать, узнав, что у Бена ВИЧ. После нескольких неудачных свиданий Майкл понимает, что любит Бена, и решает смириться с тем, что он болен. Как у пары, у Майкла и Бена возникает множество проблем как на бытовой, так и интимной почве, но они постепенно их решают. Другой причиной для разногласий стало желание Бена заботиться о подростке Хантере, который также болен ВИЧ. Однако со временем Майкл полюбит его, и в финале сериала Бен и Майкл официально усыновляют Хантера. Во время поездки в Канаду Бен делает Майклу предложение, где они и сочетаются браком, однако в США их права, как брачных партнёров недействительны. В финальном сезоне Бен борется против «Поправки № 14», которая способна лишить геев всех прав.

## Второстепенные персонажи

### Дэвид Камерон
- Исполнитель роли: Крис Поттер
- В сериале: сезон 1

Дэвид Камерон (англ. David Cameron) — хиропрактик по роду деятельности. Друзья Майкла часто зовут его «Доктор Дэвид». Партнёр Майкла на протяжении первого сезона. Был женат, ныне в разводе. Сын Хэнк живёт со своей матерью и отчимом. Знакомится с Майклом, когда тот приходит к нему на приём, повредив спину во время инвентаризации в магазине. Первый пригласил Майкла на свидание, появившись в его магазине.
Между мужчинами возникли сильные чувства, вскоре Майкл переезжает жить к Дэвиду, однако Дэвид испытывает постоянную ревность к Майклу, так как не может понять, почему тот так привязан к Брайану. В конце первого сезона, Дэвид решает переехать в Портленд, чтобы быть ближе к сыну, когда узнаёт, что его бывшая жена разводится. Дэвид приглашает Майкла с собой, но предоставляет свободу выбора, надеясь, что Майкл полетит с ним. Тот уже почти сел на свой самолёт, когда ему звонит Брайан и говорит, что на Джастина напали. Во втором сезоне Майкл возвращается в Питтсбург, где Эмметт узнаёт, что они с Дэвидом расстались.

### Дженнифер Тейлор
- Исполнительница роли: Шерри Миллер
- В сериале: с 1 по 5 сезоны

Дженнифер Тейлор (англ. Jennifer Taylor) — мать Джастина. Поняв, что её сын — гей, женщина всячески пытается наладить с ним отношения, однако Джастин скрывает свои переживания. Тогда женщина всё же находит подход к сыну с помощью Дэбби Новотны. Когда её муж, Крэйг, узнаёт правду о сыне, в отношениях пары всплывает множество противоречий и, в итоге, они разводятся.
Дженнифер вступает в организацию «Parents, Families & Friends Of Lesbians & Gays», сильно сближаясь с сыном, а также начинает работать риэлтором. Со временем она начинает доверять Брайану и даже обращается иногда к нему за советами относительно Джастина. Ближе к финалу она принимает Брайана как своего будущего зятя и помогает найти офис для его фирмы. У женщины начинается роман с мужчиной по имени Такер, который значительно моложе её, и Джастин не одобряет эти отношения.

### Дафни Чендерс
- Исполнительница роли: Макила Смит
- В сериале: с 1 по 5 сезоны

Дафни Чендерс (англ. Daphne Chanders) — лучшая подруга Джастина ещё со школьных времён. Она — первый человек, которому он признался, что гей, а он — её первый мужчина. Дафни хотела, чтобы её первый сексуальный опыт был с кем-то, кого она хорошо знает и любит. После этого Дафни влюбилась в Джастина, однако он не испытывал к ней тех же чувств. Услышав это, Линдси напоминает Джастину, что он испытывал подобное и к Брайану. Некоторое время между Дафни и Джастином существует напряжение, но позже она охладевает к парню, и они возвращаются к дружеским отношениям. Когда Джастин ссорится с Брайаном он часто ночует в квартире Дафни. Являясь запоминающимся второстепенными персонажем первых сезонов, Дафни почти не появляется в пятом — однажды она присматривает за малышкой Дженни Ребеккой вместе с Джастином, а в конце сезона герои упоминают, что она помогает Джастину найти квартиру в Нью-Йорке.

### Блэйк Визэки
- Исполнитель роли: Дин Армстронг
- В сериале: сезон 1, с 4 по 5

Блэйк Визэки (англ. Blake Wyzecki) — молодой мужчина, которого Тэд встретил в клубе. Он приглашает его домой, где оба принимают неизвестный наркотик, на который у Тэда начинается аллергия, и он впадает в кому. Придя в себя Тэд вскоре встречает Блэйка и узнаёт, что тот не бросил его умирать, а просто вышел из квартиры после того, как вызвал скорою помощь — его могли задержать за хранение запрещённого препарата. Блэйк дожидался появления скорой рядом с домом Тэда. Вскоре молодые люди начинают встречаться, Тэд помогает Блэйку устроиться на работу в конторе Мэлани, однако выясняется, что у него серьёзные проблемы с наркотиками. Тэд собирается порвать с Блэйком, но мужчина решает лечь в реабилитационный центр. На следующий день, когда Тэд приходит навестить его, администрация сообщает, что Блэйк выписался.
Тэд и Блэйк вновь встречаются несколько лет спустя (в конце третьего сезона), когда Тэда попадает в тот же реабилитационный центр. Блэйк — теперь здоровый молодой мужчина — работает там в качестве санитара. Тэд хочет быть с Блэйком, они проводят ночь, но Блэйк понимает, что может быть препятствием на пути к выздоровлению Тэда. В конце пятого сезона они вновь начинают встречаться.

### Итан Голд
- Исполнитель роли: Фабрицио Филиппо
- В сериале: со 2 по 3 сезоны

Итан Голд (англ. Ethan Gold) — юный студент-скрипач, у которого начинается роман с Джастином, который бросил Брайана после того, как понял, что не чувствует, что их отношения полноценны. Как бы то ни было, их роман оказывается недолгим, так как Итан изменяет Джастину со своим поклонником. Джастин бросает Итана и вскоре воссоединяется с Брайаном.

### Джим Стоквелл
- Исполнитель роли: Дэвид Джайнополус
- В сериале: сезон 3-4

Джим Стоквелл (англ. Jim Stockwell) — шеф полиции Питтсбурга. Был одним из кандидатов в мэры города от республиканцев, его кандидатура набирала наименьшее число голосов, однако стал лидером после того, как Брайан Кинни занял место главы выборной кампании Стоквелла. Стоквелл — ярый гомофоб, вследствие чего у него возникает множество конфликтов с персонажами сериала, в том числе и с Дэбби Новотны. В определённый момент Стоквелл закрывает все клубы, бары и сауны для геев на Либет-авеню, кроме «Вавилона», однако были закрыты «комнаты отдыха» клуба. Стоквелл увольняет Брайана, когда узнаёт, что мужчина — гомосексуал, однако вновь предлагает работу, когда начал резко сдавать позиции в предвыборной гонке.
Между тем, Брайан и Джастин работают над кампанией, направленной против Стоквелла. В итоге, Брайана увольняют и из рекламного агентства «Вангард», где он работал. Когда становится известно, что подростка Джейсона Кэмпа, чьё тело Дэбби нашла в своём мусорном контейнере, убил полицейский Кеннет Рикерт, деловой партнёр Стоквелла, Хантер проводит ночь с Рикертом и получает его биологический материал, с помощью которого удаётся доказать его причастность к убийству. Однако прежде чем его вызывают на допрос, тело Рикерта находят в его собственном гараже. Используя всё своё состояние, Брайан начинает кампанию, цель которой — разоблачение коррупционной системы Стоквелла, в результате чего Стоквелл проигрывает выборы.

### Джеймс Монтгомери
- Исполнитель роли: Гаррис Аллан
- В сериале: с 3 по 5 сезоны

Джеймс Монтгомери по прозвищу «Хантер» (англ. James «Hunter» Montgomery) — подросток хастлер, которого приютили у себя Бен и Майкл.

### Карл Хорват
- Исполнитель роли: Питер Макнилл
- В сериале: со 2 по 5 сезоны

Карл Хорват (англ. Carl Horvath) — полицейский, возлюбленный Дэбби Новотны.

### Дрю Бойд
- Исполнитель роли: Мэтт Батталья
- В сериале: с 4 по 5 сезоны

Дрю Бойд (англ. Drew Boyd) — звёздный футболист, латентный гомосексуал, с которым Эмметт знакомится на банкете по случаю помолвки Бойда с девушкой по имени Сиерра, который устроил сам Эмметт. Тем же вечером Эмметт приходит в дом Бойда за своим чеком, и мужчины впервые занимаются сексом. У них начинается тайный роман, в течение которого у Дрю впервые начинают просыпаться чувства к мужчине, который не ограничивались лишь сексом. Однако Дрю ведёт себя немного агрессивно, считая, что он натурал, которому нравится спать с мужчинами. Узнав, что Дрю не собирается совершать каминг-аут и всё-таки женится на Сиерре, Эмметт бросает его.
Через несколько месяцев Дрю вновь появляется в его жизни, когда становится известно, что кто-то шантажирует Дрю. В итоге, он совершает каминг-аут в прямом эфире «Пятого канала» и целует Эмметта. Его выгоняют из команды, но позже возвращают, так как они начали проигрывать без него. Узнав об измене Дрю, Эмметт решает, что тот, будучи самим собой, должен «нагуляться» и просто не готов к тому, чтобы связать себя серьёзными отношениями с кем-то определённым.

### Прочие персонажи
- Кристофер «Крис» Марк Хоббс (англ. Christopher Mark Hobbs; Алек Макклюр) — гомофобно настроенный одноклассник Джастина, латентный гей.
- Синтия (англ. Cynthia; Стефани Мур) — верный помощник и секретарь Брайана в рекламном агентстве.
- Трейси (англ. Tracy; Линдси Коннелл) — коллега Майкла, влюбленная в него.
- Коди Бэлл (англ. Cody Bell; Митч Моррис) — активист гей-движения, начавший агрессивную политику, направленную против гетеросексуалов.
- Джек Кинни (англ. Jack Kinney; Лоуренс Дэйн) — скончавшийся от рака лёгких отец Брайана.
- Джоан Кинни (англ. Joanie Kinney; Линн Дерагон) — набожная мать Брайана.
- Крэйг Тейлор (англ. Craig Taylor; Джон Фьюри) — отец Джастина, с которым развелась Дженнифер вскоре после того, как выяснилось, что их сын — гей.
- Джордж Шикель (англ. George Schickel; Брюс Грэй) — миллиардер и возлюбленный Эмметта, умерший от сердечного приступа.
- Леда (англ. Leda; Нэнси Энн Сакович) — подруга Мэлани, с которой у пары был секс втроём.
- Сэм Ауэрбах (англ. Sam Auerbach; Робин Томас) — эксцентричный художник, с которым переспала Линдси.
- Брэтт Келлер (англ. Brett Keller; Майк Шара) — режиссёр, который должен был снять «Гнев».
- Кэлли Лисон (англ. Callie Leeson; Мередит Хендерсон) — подруга Хантера.
- Лоретта Пай (англ. Loretta Pye; Рози О'Доннелл) — лесбиянка, ушедшая от мужа-тирана и работавшая в кафе после ухода Дэбби.
- Коннор Джеймс (англ. Connor James; Адам Дж. Харрингтон) — актёр, который должен был исполнить роль Гнева в экранизации.
- Родни (англ. Rodney; Гэри Бреннан) — возлюбленный Вика, с которым мужчина съехался незадолго до своей смерти.